# Pseudemys gorzugi
Pseudemys gorzugi là một loài rùa trong họ Emydidae. Loài này được Ward mô tả khoa học đầu tiên năm 1984.